# ريتشارد إي. كارفر
ريتشارد إي. كارفر (بالإنجليزية: Richard E. Carver)‏ هو مسير أعمال أمريكي، ولد في 28 سبتمبر 1937 في دي موين في الولايات المتحدة.